# Каджи
Каджи, Каджк (Кадж, «сміливець»), у вірменській міфології духи бурі й вітру. Виступають то потворними (іноді їх ототожнюють зі злими духами — з вішапами тощо), то світлими, красивими і добрими. Згідно з пізнішим міфом (після поширення християнства), каджи мають людське походження: під час потопу в ковчегу у Ноя народжуються син і дочка. Коли після потопу бог запитує Ноя, чи є у нього діти, він відповідає негативно, і тоді діти стають невидимими; каджи і парі — їх нащадки.
Каджи живуть на високих горах, в скелях, печерах, у глибоких ярах, мають там палаци. Ехо в ярах і на горах — це голос каджа. Вони з парі ночами бродять групами, зазвичай з весільною ходою, з музикою, піснею, танцями. Каджи жіночої статі виряджаються в жіночий одяг, який крадуть, а до ранку повертають назад (щоб каджи не вкрали одяг, в нього встромляють голки). Іноді каджи з'являються серед людей в образі їхніх знайомих, спокушають їх, кидають до колодязя, відводять на скелі, до прірви, і люди гинуть. На свої весілля каджи запрошують музикантів, цирульників, під час пологів — повитух і щедро винагороджують їх працю.
Вважається, що каджи викрадають дітей, особливо з колиски, підміняючи їх своїми — хворими і потворними. Каджи іноді мучать коней у хлівах, підіймаються на них і скачуть до ранку. Існує повір'я: якщо коней помазати смолою, то можна зловити каджа. Якщо увіткнути в каджа голку, він перестає бути невидимим. Отримавши удар від каджа сходять з розуму (їх називають каджкакох, каджкакал, «захоплений каджем»).
У грузинській міфології — духи; антропоморфні істоти відразливого вигляду. Місце постійного проживання каджів називається Каджеті. Каджи можуть перетворювати день у ніч, а ніч — в день, викликати морські бурі, вони топлять кораблі, вільно пересуваються по водній поверхні, наділені даром перевтілення і таємничого зникнення. Розрізняються земні та водні каджи. Земні каджи живуть у лісах і на недоступних скелях, шкодять людям, смертельно б'ють їх або зводять з розуму. Водні каджи мешкають в річках і озерах. Вони менш шкідливі і часто протегують рибалкам. Жінки-каджи відрізняються красою, вступають в любовні стосунки з людьми, нерідко виручають їх з біди, виходять заміж за героїв.